# Grand Prix automobile d'Allemagne 1965
GP précédent GP suivant
Le Grand Prix d'Allemagne 1965 (XXVII Grosser Preis von Deutschland), disputé sur le Nürburgring le 1er août 1965, est la cent-trente-huitième épreuve du championnat du monde de Formule 1 courue depuis 1950 et la septième manche du championnat 1965.

## Contexte avant la course

### Le championnat du monde
Depuis 1961, la Formule 1 suit la réglementation 1 500 cm3 (dérivée de l'ancienne Formule 2 de la période 1957 à 1960). Initialement prévue pour une période de trois ans, la formule a été prolongée de deux années supplémentaires par la Commission sportive internationale, garantissant la stabilité technique jusqu'à fin 1965, alors que la saison 1966 inaugurera la Formule 1 «3 litres». La réglementation s'appuie sur les points suivants :
- interdiction des moteurs suralimentés
- cylindrée minimale : 1 300 cm3
- cylindrée maximale : 1 500 cm3
- poids minimal : 450 kg (à sec)
- double circuit de freinage obligatoire
- arceau de sécurité obligatoire (le haut du cerceau devant dépasser le casque du pilote)
- démarreur de bord obligatoire
- carburant commercial
- ravitaillement en huile interdit durant la course

Invaincu en championnat cette saison, Jim Clark est presque certain de remporter le titre mondial 1965. Victorieux en Afrique du Sud, en Belgique, en France, en Grande-Bretagne et aux Pays-Bas, le pilote du Team Lotus pourrait déjà être sacré à l'issue de l'épreuve allemande. Seuls Graham Hill (vainqueur à Monaco sur sa BRM, en l'absence de Clark qui s'apprêtait à remporter les 500 miles d'Indianapolis) et son coéquipier Jackie Stewart ainsi que le Ferrariste John Surtees peuvent théoriquement lui barrer la route du succès. Leurs chances sont cependant bien minces car, sauf en cas de victoire de Hill, une place parmi les quatre premiers au Nürburgring assurerait le titre à Clark.

### Le circuit

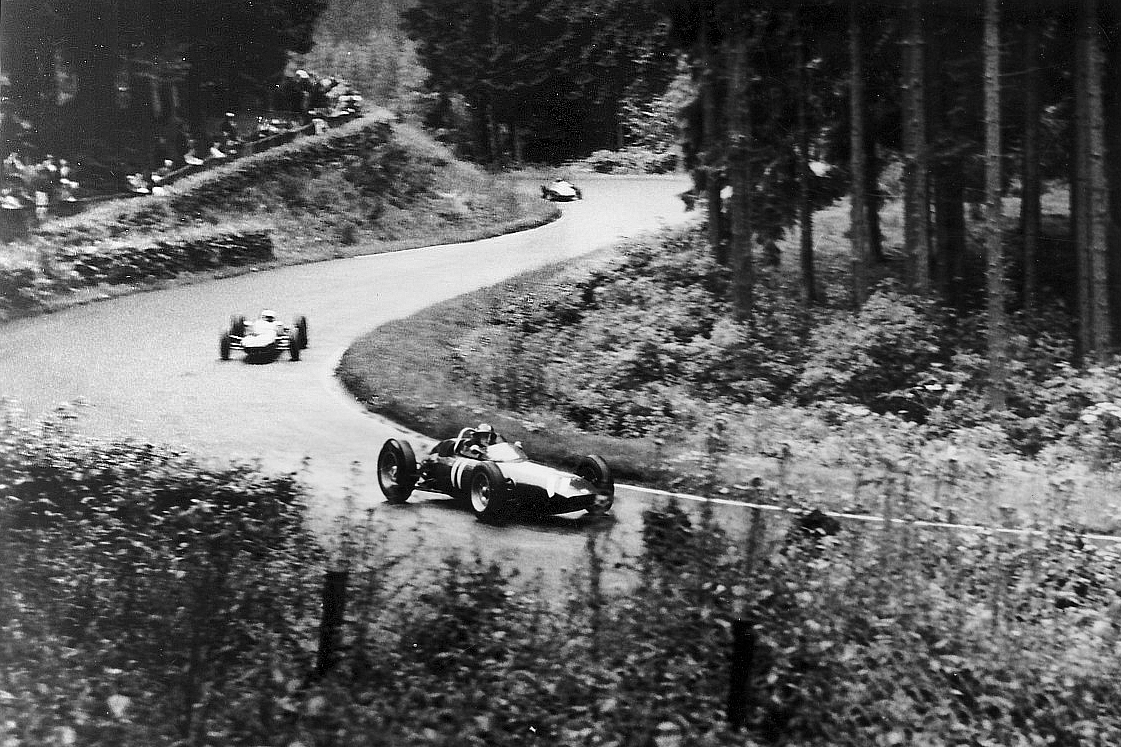
La descente d'Hatzenbach, sur la «Nordschleife», lors du Grand Prix d'Allemagne 1962.

Parfois surnommé « L'enfer vert », le Nürburgring est souvent considéré comme le plus difficile des circuits européens. C'est également le plus vaste, la boucle nord («Nordschleife») développant 22,8 kilomètres et la boucle sud («Südschleife») 7,5 kilomètres. Les grandes compétitions internationales (épreuves de Formule 1, d'endurance ou Grand Prix moto) se déroulent principalement sur la boucle nord, la boucle sud étant généralement utilisée pour les épreuves nationales. Les deux boucles peuvent éventuellement être combinées, la longueur totale du circuit étant alors supérieure à 28 kilomètres. La réalisation de ce complexe routier a duré plus de deux ans, mobilisant plus de deux mille cinq cents ouvriers entre 1925 et 1927. Il fut inauguré le 5 juillet 1927 à l'occasion d'une course motocycliste. Particulièrement accidentée avec des pentes pouvant atteindre 17 %, la boucle nord compte 176 virages, avec trois cents mètres de dénivelé entre le point le plus bas (près de Breidscheid), situé à 320 mètres d'altitude, et le point culminant (620 mètres, devant la zone des stands). Le record officiel de la boucle nord est détenu par John Surtees, auteur d'un tour à 158,2 km/h de moyenne au volant de sa Ferrari lors du Grand Prix d'Allemagne 1964. Le resurfaçage d'une bonne partie du circuit doit permettre une nette amélioration des performances pour la course.

## Monoplaces en lice
- Ferrari 158 & 1512 "Usine"

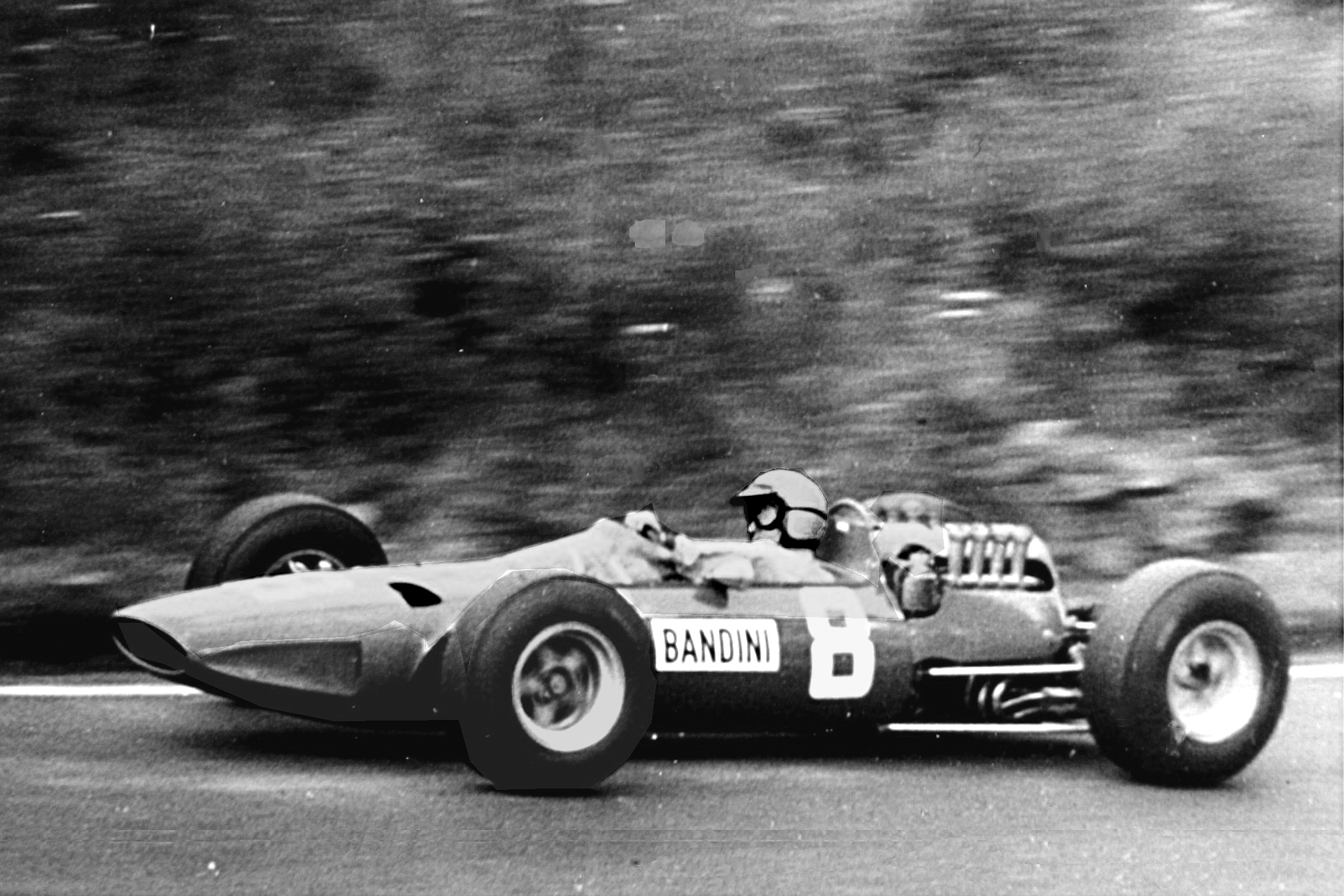
Lorenzo Bandini au volant de sa Ferrari 158.

John Surtees pilote à nouveau la Ferrari 1512, à moteur douze cylindres à plat, tandis que Lorenzo Bandini est au volant d'une 158, à moteur V8. L'assemblage d'une seconde 1512 venant d'être réalisé, Surtees peut désormais disposer de deux modèles de ce type. Ces monoplace à structure monocoque sont équipées de freins à disques Dunlop montés dans les roues à l'avant et « inboard » à l'arrière. Leur boîte de vitesses à cinq rapports est montée longitudinalement. Le douze cylindres, alimenté par un système d'injection indirecte Lucas, développe 220 chevaux à 11500 tr/min, contre 210 chevaux à 11000 tr/min pour le V8, alimenté par injection directe Bosch. La 158 pèse 468 kg à vide, soit 7 kg de moins que la 1512. La Scuderia Ferrari utilise des pneus Dunlop.
- BRM P261 "Usine"

Le constructeur de Bourne aligne, à Zandvoort, ses trois P261 à moteur V8, toutes dotées de l'ancien modèle de boîte six vitesses, la nouvelle boîte, plus légère, étant encore perfectible. Elles sont confiées à Graham Hill et Jackie Stewart, le châssis le plus ancien servant de mulet. Dotées d'une structure monocoque, elles sont chaussées de pneus Dunlop et pèsent environ 460 kg à vide. Alimenté par un système d'injection indirecte Lucas, le moteur délivre 210 chevaux à 11000 tr/min.
- BRM P57 privées

La Scuderia Centro Sud engage deux anciennes BRM P57, monoplaces à châssis multitubulaire dont la conception a plus de quatre ans. Contrairement à leurs concurrentes équipées de jantes de treize pouces, elles utilisent les anciennes jantes Dunlop de quinze pouces de diamètre. La puissance de leur moteur V8 à injection est de l'ordre de 200 chevaux. Leur boîte de vitesses BRM comprend cinq rapports. Elles sont confiées à Masten Gregory et à Roberto Bussinello, ce dernier remplaçant au pied levé Lucien Bianchi, initialement prévu.
- Lotus 25 & 33 "Usine"

L'équipe de Colin Chapman aligne ses deux Lotus 33, l'une avec moteur V8 Climax FWMV MkIV (version 32 soupapes) pour Jim Clark, l'autre avec V8 Climax MkIII (16 soupapes) pour Mike Spence. L'habituelle voiture de réserve, une 25C bénéficiant des évolutions techniques apportées par la 33 (suspensions améliorées, capot arrière profilé), a été confiée pour la circonstance au pilote allemand Gerhard Mitter. Ces voitures à structure monocoque, dotées d'une boîte ZF à cinq rapports et de pneus Dunlop, pèsent 455 kg à vide. La voiture de Clark a une puissance de 213 chevaux à 10500 tr/min, contre 205 chevaux à 9 600 tr/min pour les deux autres.
- Lotus 25 & 33 privées

Le moteur V8 Climax de la Lotus 33 de l'ancien pilote amateur Dickie Stoop a été réparé et l'Australien Paul Hawkins, sans volant depuis le Grand Prix de Monaco, peut enfin effectuer son retour en course, sous la bannière du DW Racing. L'écurie Reg Parnell Racing engage deux Lotus 25C à moteur V8 BRM (environ 200 chevaux) et boîte de vitesses Hewland à cinq rapports pour Richard Attwood et Chris Amon.
- Brabham BT7 & BT11 "Usine"

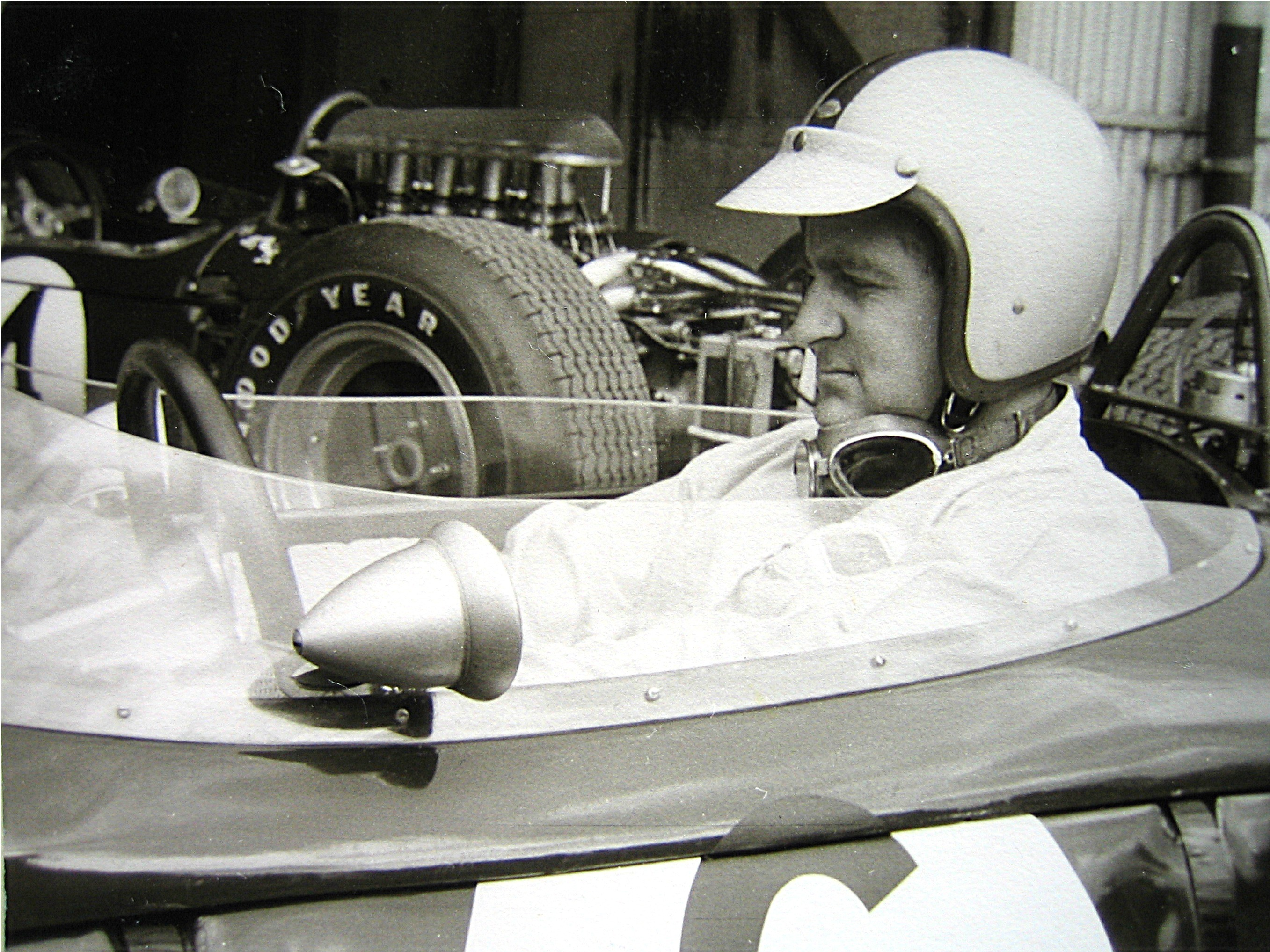
Denny Hulme, troisième pilote de l'écurie Brabham, au volant de sa BT7 dans l'allée des stands du Nürburgring. En arrière-plan, la BT11 de Jack Brabham, à l'intérieur du garage.

Jack Brabham et Dan Gurney pilotent leurs BT11 à moteur V8 Climax FWMV MkIII, épaulés par sur Denny Hulme sur une BT7 (de construction un peu plus ancienne mais d'une conception très proche de la BT11), équipée d'un moteur identique. L'écurie disposait d'un exemplaire MkIV à 32 soupapes mais, après ses casses à répétition, a renoncé à l'utiliser pour cette course. Les Brabham sont des monoplaces à châssis multitubulaire. Elles utilisent une boîte cinq vitesses Hewland et pèsent environ 460 kg à vide. Depuis le début de la saison, l'équipe est liée à Goodyear pour la fourniture de pneumatiques.
- Brabham BT7 & BT11 privées

Au sein du Rob Walker Racing Team, Joakim Bonnier dispose de son habituelle Brabham BT7 à moteur V8 Climax, Joseph Siffert pilotant une BT11 avec moteur V8 BRM. Leurs deux monoplaces sont équipées d'une boîte six vitesses Colotti et de pneus Dunlop. Bob Anderson s'aligne sur sa BT7 personnelle à moteur Climax et pneus Dunlop tandis que John Willment engage sa BT11 à moteur BRM et pneus Goodyear pour Frank Gardner, sous la bannière DW Racing. Ian Raby pilote quant à lui l'ancienne Brabham BT3 du pilote-constructeur, un V8 BRM remplaçant le précédent moteur Climax.
- Cooper T77 & T73 "Usine"

Comme aux Pays-Bas, l'équipe de John Cooper a préparé deux T77 pour Bruce McLaren et Jochen Rindt, ainsi qu'une T73 de la saison précédente en voiture de réserve. Ces trois monoplaces ont un châssis multitubulaire et sont équipées d'un moteur V8 Climax MkIII. Elles pèsent 460 kg à vide et sont chaussées de pneus Dunlop. Si les T77 ont une boîte six vitesses conçue et réalisée en interne, une boîte de vitesses Hewland à cinq rapports a été adaptée sur la T73.
- Honda RA272 "Usine"

Deux RA272 à moteur V12 transversal étaient engagées pour Richie Ginther et Ronnie Bucknum, mais le constructeur japonais a décidé de boycotter l'épreuve allemande pour parfaire la mise au point de ses voitures.

## Coureurs inscrits

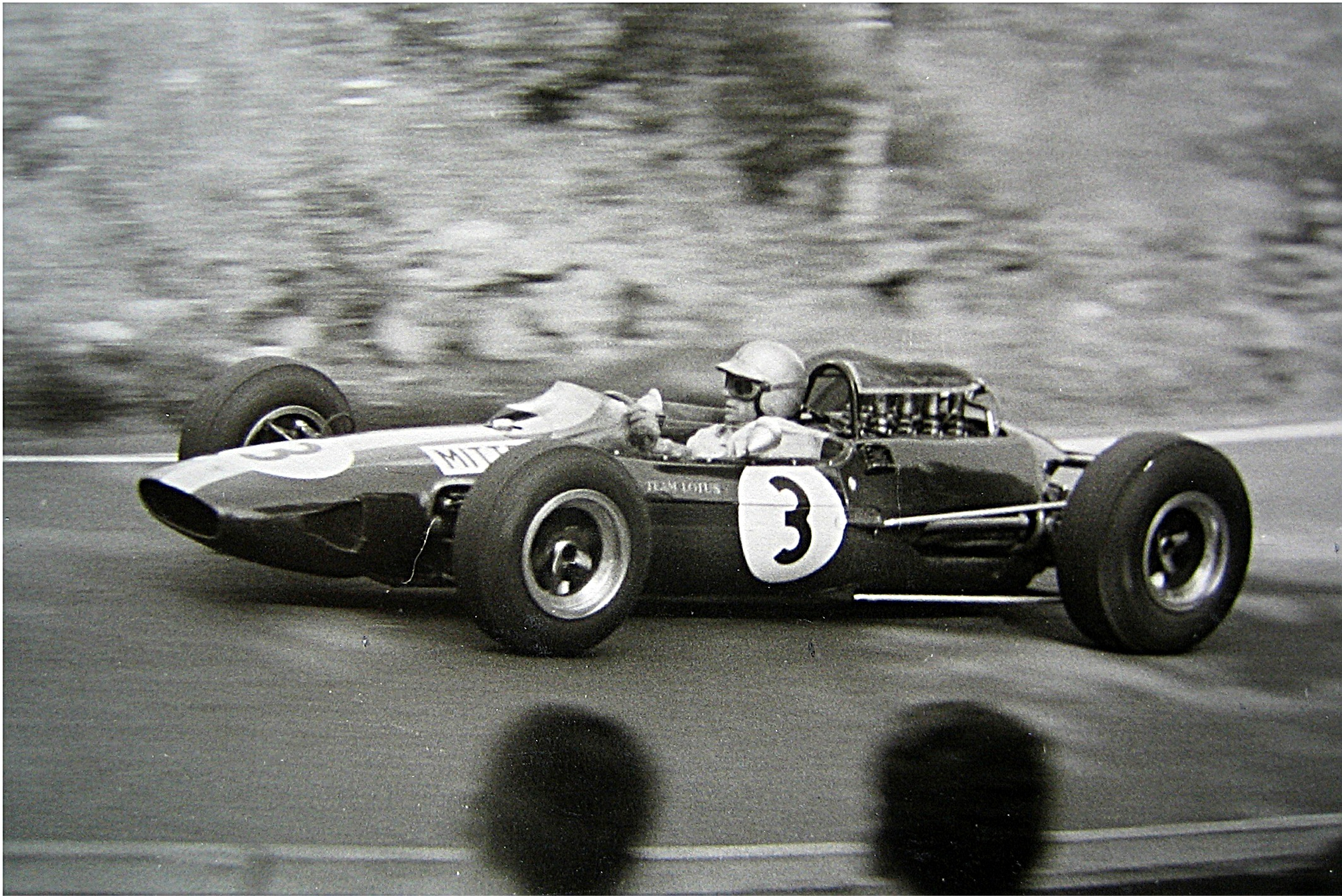
Le pilote allemand Gerhard Mitter s'est vu confier le volant de l'habituelle voiture de réserve du Team Lotus, une 25 à moteur V8 Climax.

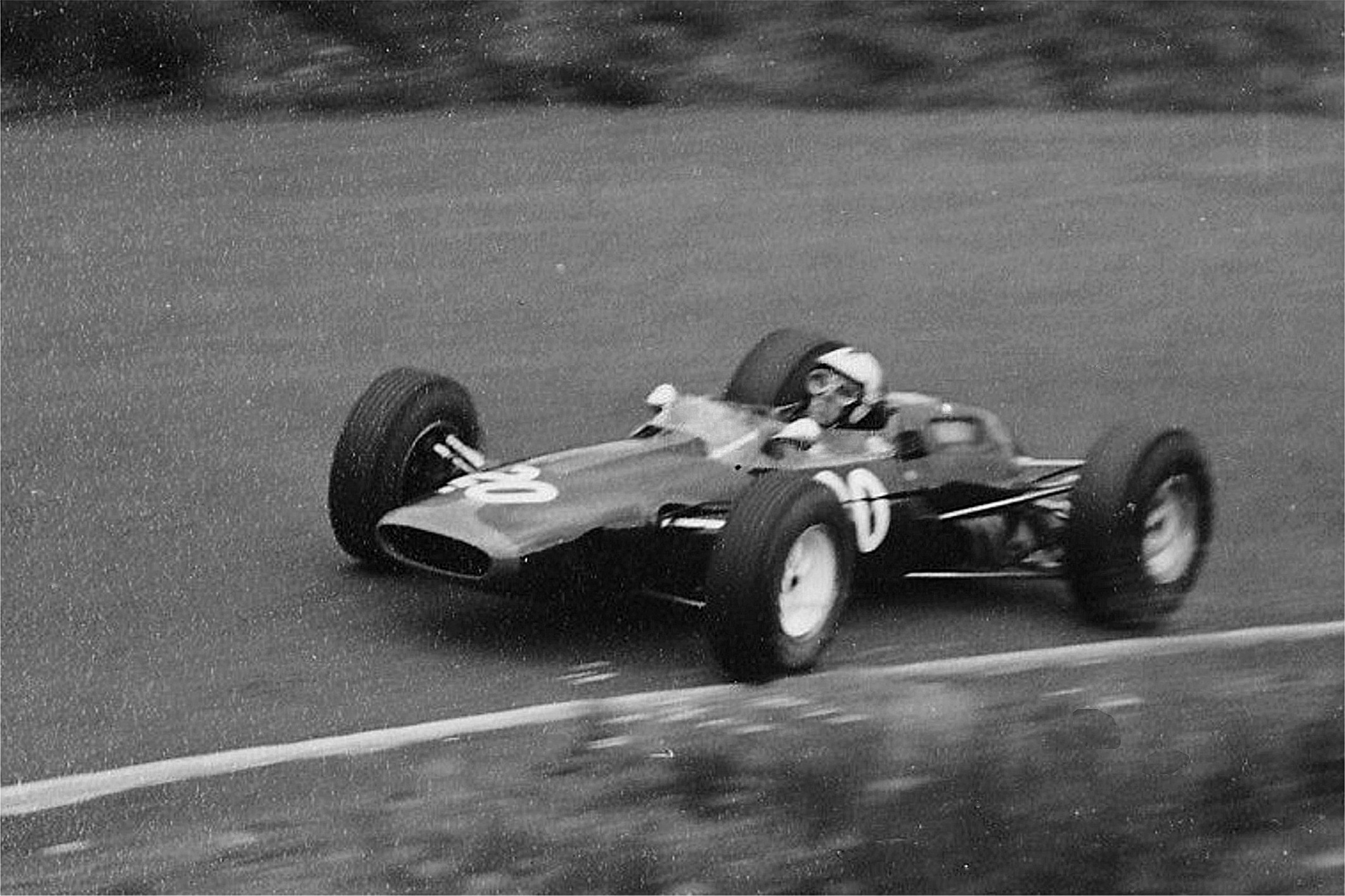
La Lotus-BRM 25 n°20 du Reg Parnell Racing, aux mains de Richard Attwood.

| no  | Pilote                            | Écurie                      | Constructeur | Modèle       | N° châssis | Moteur                        | Pneumatiques |
| --- | --------------------------------- | --------------------------- | ------------ | ------------ | ---------- | ----------------------------- | ------------ |
| 1   | Jim Clark                         | Team Lotus                  | Lotus        | Lotus 33     | 33 R11     | Coventry Climax FWMV MkIV V8  | D            |
| 2   | Mike Spence                       | Team Lotus                  | Lotus        | Lotus 33     | 33 R9      | Coventry Climax FWMV MkIII V8 | D            |
| 3   | Gerhard Mitter                    | Team Lotus                  | Lotus        | Lotus 25C    | 25 R6      | Coventry Climax FWMV MkIII V8 | D            |
| 4   | Jack Brabham                      | Brabham Racing Organisation | Brabham      | Brabham BT11 | F1-1-64    | Coventry Climax FWMV MkIII V8 | G            |
| 5   | Dan Gurney                        | Brabham Racing Organisation | Brabham      | Brabham BT11 | F1-2-64    | Coventry Climax FWMV MkIII V8 | G            |
| 6   | Denny Hulme                       | Brabham Racing Organisation | Brabham      | Brabham BT7  | F1-1-63    | Coventry Climax FWMV MkIII V8 | G            |
| 7   | John Surtees                      | SpA Ferrari SEFAC           | Ferrari      | Ferrari 1512 | 1512/0008  | Ferrari 207 F12               | D            |
| 7T  | John Surtees                      | SpA Ferrari SEFAC           | Ferrari      | Ferrari 1512 | 1512/0007  | Ferrari 207 F12               | D            |
| 8   | Lorenzo Bandini                   | SpA Ferrari SEFAC           | Ferrari      | Ferrari 158  | 158/0006   | Ferrari 205B V8               | D            |
| 9   | Graham Hill                       | Owen Racing Organisation    | BRM          | BRM P261     | 2616       | BRM P60 V8                    | D            |
| 9T  | Graham Hill                       | Owen Racing Organisation    | BRM          | BRM P261     | 2614       | BRM P60 V8                    | D            |
| 10  | Jackie Stewart                    | Owen Racing Organisation    | BRM          | BRM P261     | 2617       | BRM P60 V8                    | D            |
| 11  | Bruce McLaren                     | Cooper Car Company          | Cooper       | Cooper T77   | F1-2-65    | Coventry Climax FWMV MkIII V8 | D            |
| 11T | Bruce McLaren                     | Cooper Car Company          | Cooper       | Cooper T73   | F1-1-64    | Coventry Climax FWMV MkIII V8 | D            |
| 12  | Jochen Rindt                      | Cooper Car Company          | Cooper       | Cooper T77   | F1-1-65    | Coventry Climax FWMV MkIII V8 | D            |
| 14  | Richie Ginther                    | Honda R&D Company           | Honda        | Honda RA272  | 272-3      | Honda RA272E V12              | G            |
| 15  | Ronnie Bucknum                    | Honda R&D Company           | Honda        | Honda RA272  | 272-2      | Honda RA272E V12              | G            |
| 16  | Joakim Bonnier                    | Rob Walker Racing Team      | Brabham      | Brabham BT7  | F1-2-63    | Coventry Climax FWMV MkII V8  | D            |
| 17  | Joseph Siffert                    | Rob Walker Racing Team      | Brabham      | Brabham BT11 | F1-6-64    | BRM P56 V8                    | D            |
| 18  | Bob Anderson                      | DW Racing Enterprises       | Brabham      | Brabham BT11 | F1-5-64    | Coventry Climax FWMV MkII V8  | D            |
| 19  | Chris Amon                        | Reg Parnell Racing          | Lotus        | Lotus 25C    | 25 R7      | BRM P56 V8                    | D            |
| 20  | Richard Attwood                   | Reg Parnell Racing          | Lotus        | Lotus 25C    | 25 R3      | BRM P56 V8                    | D            |
| 21  | Frank Gardner                     | John Willment Automobiles   | Brabham      | Brabham BT11 | F1-4-64    | BRM P56 V8                    | G            |
| 22  | Paul Hawkins                      | DW Racing Enterprises       | Lotus        | Lotus 33     | 33 R8      | Coventry Climax FWMV MkIII V8 | D            |
| 23  | Ian Raby                          | Ian Raby Racing             | Brabham      | Brabham BT3  | F1-1-62    | BRM P56 V8                    | D            |
| 24  | Masten Gregory                    | Scuderia Centro Sud         | BRM          | BRM P57      | 5785       | BRM P56 V8                    | D            |
| 25  | Lucien Bianchi Roberto Bussinello | Scuderia Centro Sud         | BRM          | BRM P57      | 5784       | BRM P56 V8                    | D            |

## Qualifications
Trois séances qualificatives sont prévues, le vendredi matin, le vendredi après-midi et le samedi matin précédant la course.

### Première séance - vendredi 30 juillet (matin)
Il fait relativement froid et un vent fort balaye le circuit lorsque ont lieu les premiers essais, le vendredi matin. Presque tous les pilotes se retrouvent en piste mais les Lotus officielles de Jim Clark et de Mike Spence sont rapidement de retour à leur stand, les pilotes ne pouvant négocier correctement le passage des cuvettes car leurs voitures talonnent. Les mécaniciens de l'équipe vont passer le reste de la séance à adapter les réglages de suspension des trois voitures (dont celle de Gerhard Mitter, qui n'a pas encore tourné) aux spécificités du circuit. Au volant de sa BRM, Jackie Stewart se montre d'emblée très à l'aise et se met en évidence en bouclant tout d'abord un tour à près de 159 km/h de moyenne, battant de cinq secondes le record officiel du circuit. Bien que n'ayant auparavant jamais piloté de monoplace sur le Nürburgring (le pilote écossais avait découvert le circuit deux mois plus tôt à l'occasion des 1000 kilomètres du Nürburgring), il va dominer la session et étonnera les observateurs avec un tour à 160,8 km/h en fin de matinée, reléguant son coéquipier Graham Hill et le précédent vainqueur John Surtees (sur Ferrari) à plus de trois secondes !

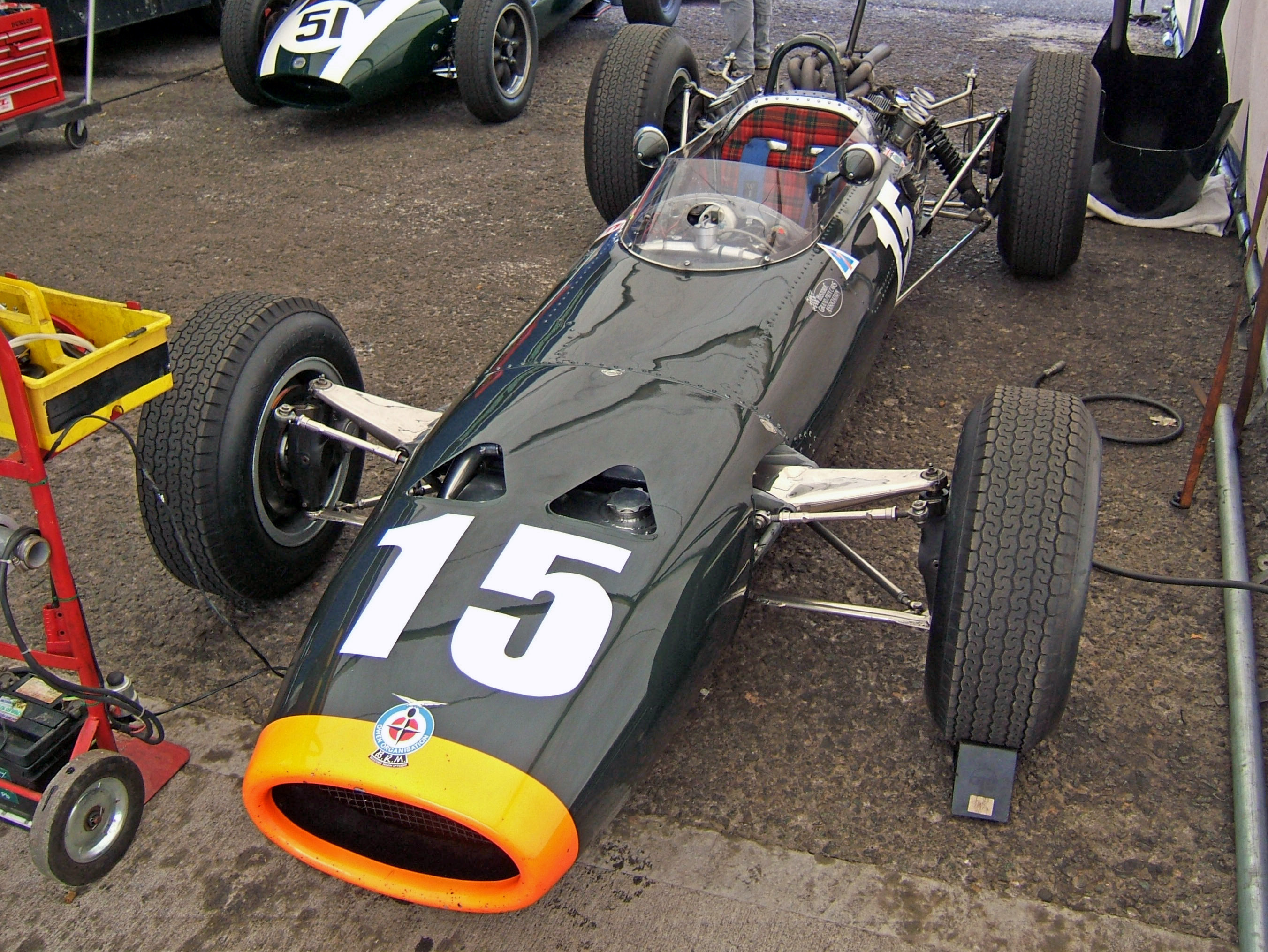
La BRM P261 de Jackie Stewart lors d'une manifestation historique. Au volant de cette voiture, le pilote écossais a dominé la première séance d'essais.

| Pos. | Pilote             | Écurie         | Temps        | Écart          |
| ---- | ------------------ | -------------- | ------------ | -------------- |
| 1    | Jackie Stewart     | BRM            | 8 min 30 s 6 |                |
| 2    | John Surtees       | Ferrari        | 8 min 33 s 8 | + 3 s 2        |
| 3    | Graham Hill        | BRM            | 8 min 34 s 0 | + 3 s 4        |
| 4    | Dan Gurney         | Brabham-Climax | 8 min 38 s 0 | + 7 s 4        |
| 5    | Lorenzo Bandini    | Ferrari        | 8 min 39 s 3 | + 8 s 7        |
| 6    | Jim Clark          | Lotus-Climax   | 8 min 41 s 7 | + 11 s 1       |
| 7    | Joseph Siffert     | Brabham-BRM    | 8 min 45 s 9 | + 15 s 3       |
| 8    | Bob Anderson       | Brabham-Climax | 8 min 47 s 4 | + 16 s 8       |
| 9    | Jack Brabham       | Brabham-Climax | 8 min 47 s 9 | + 17 s 3       |
| 10   | Denny Hulme        | Brabham-Climax | 8 min 51 s 3 | + 20 s 7       |
| 11   | Jochen Rindt       | Cooper-Climax  | 8 min 53 s 5 | + 22 s 9       |
| 12   | Chris Amon         | Lotus-BRM      | 8 min 53 s 5 | + 22 s 9       |
| 13   | Richard Attwood    | Lotus-BRM      | 8 min 57 s 7 | + 27 s 1       |
| 14   | Frank Gardner      | Brabham-BRM    | 8 min 59 s 3 | + 28 s 7       |
| 15   | Joakim Bonnier     | Brabham-Climax | 9 min 05 s 1 | + 34 s 5       |
| 16   | Mike Spence        | Lotus-Climax   | 9 min 14 s 5 | + 43 s 9       |
| 17   | Paul Hawkins       | Lotus-Climax   | 9 min 16 s 8 | + 46 s 2       |
| 18   | Bruce McLaren      | Cooper-Climax  | 9 min 22 s 1 | + 51 s 5       |
| 19   | Masten Gregory     | BRM            | 9 min 23 s 1 | + 52 s 5       |
| 20   | Roberto Bussinello | BRM            | 9 min 42 s 0 | + 1 min 11 s 4 |

### Deuxième séance - vendredi 30 juillet (après-midi)

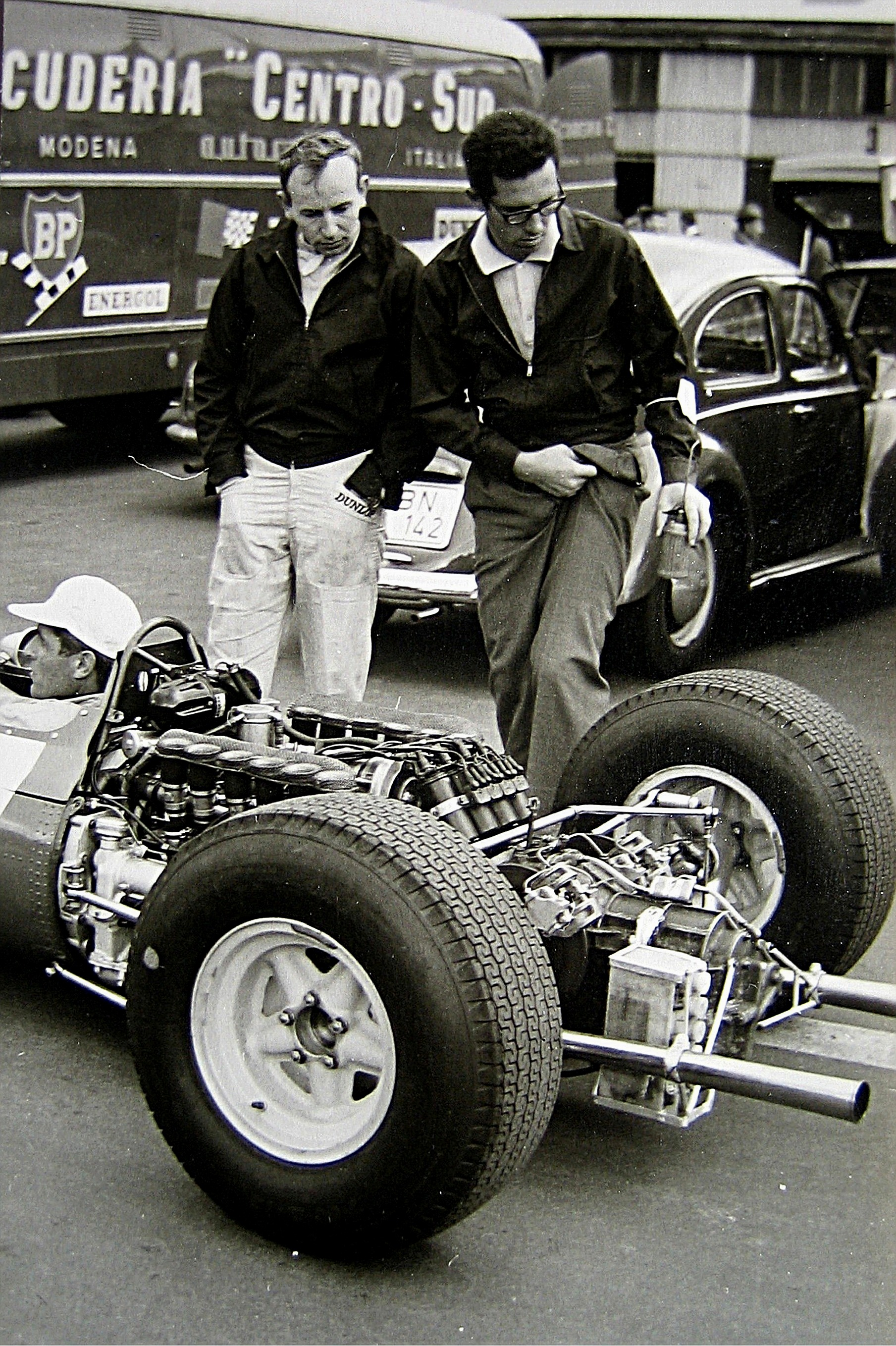
John Surtees et l'ingénieur Mauro Forghieri au côté d'une des deux Ferrari 1512 lors de la première journée d'essais.

Après avoir parfait la mise au point de sa Lotus, Clark peut enfin se lancer dans une série de boucles rapides et va stupéfier tous ses adversaires en accomplissant un tour à 163,3 km/h de moyenne, améliorant de plus de quinze secondes le meilleur temps réalisé par Surtees l'année précédente. Le champion en titre échoue pour sa part à plus de cinq secondes du pilote écossais, étant également devancé d'une seconde par Graham Hill. Stewart n'a pu défendre ses chances, des problèmes intermittents d'allumage l'empêchant de confirmer ses performances matinales. Bob Anderson, qui lors de la première séance avait réalisé un encourageant huitième temps sur sa Brabham personnelle, est sorti de la route dans la descente d'Hatzenbach, peu après avoir quitté les stands. Il est indemne mais sa monoplace, qui a heurté les arbres, ne pourra être réparée à temps pour la course.
| Pos. | Pilote             | Écurie         | Temps                   | Écart          |
| ---- | ------------------ | -------------- | ----------------------- | -------------- |
| 1    | Jim Clark          | Lotus-Climax   | 8 min 22 s 7            |                |
| 2    | Graham Hill        | BRM            | 8 min 26 s 8            | + 4 s 1        |
| 3    | John Surtees       | Ferrari        | 8 min 27 s 8            | + 5 s 1        |
| 4    | Dan Gurney         | Brabham-Climax | 8 min 29 s 0            | + 6 s 3        |
| 5    | Jackie Stewart     | BRM            | 8 min 30 s 5            | + 7 s 8        |
| 6    | Joakim Bonnier     | Brabham-Climax | 8 min 37 s 9            | + 15 s 2       |
| 7    | Joseph Siffert     | Brabham-BRM    | 8 min 39 s 6            | + 16 s 9       |
| 8    | Mike Spence        | Lotus-Climax   | 8 min 40 s 5            | + 17 s 8       |
| 9    | Denny Hulme        | Brabham-Climax | 8 min 42 s 3            | + 19 s 6       |
| 10   | Jack Brabham       | Brabham-Climax | 8 min 44 s 9            | + 22 s 2       |
| 11   | Bruce McLaren      | Cooper-Climax  | 8 min 46 s 0            | + 23 s 3       |
| 12   | Jochen Rindt       | Cooper-Climax  | 8 min 49 s 0            | + 26 s 3       |
| 13   | Chris Amon         | Lotus-BRM      | 8 min 50 s 5            | + 27 s 8       |
| 14   | Gerhard Mitter     | Lotus-Climax   | 8 min 51 s 7            | + 29 s 0       |
| 15   | Masten Gregory     | BRM            | 9 min 14 s 3            | + 51 s 6       |
| 16   | Roberto Bussinello | BRM            | 9 min 17 s 7            | + 55 s 0       |
| 17   | Ian Raby           | Brabham-BRM    | 9 min 45 s 2            | + 1 min 22 s 5 |
|      | Lorenzo Bandini    | Ferrari        | temps non communiqué    | -              |
|      | Richard Attwood    | Lotus-BRM      | temps non communiqué    | -              |
|      | Bob Anderson       | Brabham-Climax | pas de temps (accident) | -              |

### Troisième séance - samedi 31 juillet
La séance du samedi commence le samedi, en fin de matinée, alors que la pluie a détrempé la piste. Les concurrents vont toutefois bénéficier d'une trajectoire sèche durant la dernière demi-heure d'essais et Stewart, dont les problèmes d'allumage ont été résolus, en profite pour accomplir un tour à 162,2 km/h de moyenne. Ce sera la meilleure performance du jour, aucun des autres favoris n'ayant amélioré ses temps de la veille, à plus de trois secondes toutefois du temps canon réalisé par Clark le vendredi après-midi, qui lui vaut la pole position. Stewart, Hill et Surtees complètent la première ligne.
| Pos. | Pilote          | Écurie        | Temps        | Écart    |
| ---- | --------------- | ------------- | ------------ | -------- |
| 1    | Jackie Stewart  | BRM           | 8 min 26 s 1 |          |
| 2    | Mike Spence     | Lotus-Climax  | 8 min 33 s 4 | + 7 s 3  |
| 3    | Lorenzo Bandini | Ferrari       | 8 min 33 s 8 | + 7 s 7  |
| 4    | Jochen Rindt    | Cooper-Climax | 8 min 37 s 5 | + 11 s 4 |
| 5    | Bruce McLaren   | Cooper-Climax | 8 min 39 s 0 | + 12 s 9 |
| 6    | Gerhard Mitter  | Lotus-Climax  | 8 min 40 s 4 | + 14 s 3 |
| 7    | Ian Raby        | Brabham-BRM   | 9 min 17 s 8 | + 51 s 7 |

- Note : seuls les temps des sept pilotes ayant amélioré leur performance de la veille ont été communiqués par les organisateurs.

### Tableau final des qualifications
| Pos. | Pilote             | Écurie         | Temps        | Écart    | Commentaire                          |
| ---- | ------------------ | -------------- | ------------ | -------- | ------------------------------------ |
| 1    | Jim Clark          | Lotus-Climax   | 8 min 22 s 7 |          | temps réalisé le vendredi après-midi |
| 2    | Jackie Stewart     | BRM            | 8 min 26 s 1 | + 3 s 4  | temps réalisé le samedi              |
| 3    | Graham Hill        | BRM            | 8 min 26 s 8 | + 4 s 1  | temps réalisé le vendredi après-midi |
| 4    | John Surtees       | Ferrari        | 8 min 27 s 8 | + 5 s 1  | temps réalisé le vendredi après-midi |
| 5    | Dan Gurney         | Brabham-Climax | 8 min 29 s 0 | + 6 s 3  | temps réalisé le vendredi après-midi |
| 6    | Mike Spence        | Lotus-Climax   | 8 min 33 s 4 | + 10 s 7 | temps réalisé le samedi              |
| 7    | Lorenzo Bandini    | Ferrari        | 8 min 33 s 8 | + 11 s 1 | temps réalisé le samedi              |
| 8    | Jochen Rindt       | Cooper-Climax  | 8 min 37 s 5 | + 14 s 8 | temps réalisé le samedi              |
| 9    | Joakim Bonnier     | Brabham-Climax | 8 min 37 s 9 | + 15 s 2 | temps réalisé le vendredi après-midi |
| 10   | Bruce McLaren      | Cooper-Climax  | 8 min 39 s 0 | + 16 s 3 | temps réalisé le samedi              |
| 11   | Joseph Siffert     | Brabham-BRM    | 8 min 39 s 6 | + 16 s 9 | temps réalisé le vendredi après-midi |
| 12   | Gerhard Mitter     | Lotus-Climax   | 8 min 40 s 4 | + 17 s 7 | temps réalisé le samedi              |
| 13   | Denny Hulme        | Brabham-Climax | 8 min 42 s 3 | + 19 s 6 | temps réalisé le vendredi après-midi |
| 14   | Jack Brabham       | Brabham-Climax | 8 min 44 s 9 | + 22 s 2 | temps réalisé le vendredi après-midi |
| 15   | Bob Anderson       | Brabham-Climax | 8 min 47 s 4 | + 24 s 7 | temps réalisé le vendredi matin      |
| 16   | Chris Amon         | Lotus-BRM      | 8 min 50 s 5 | + 27 s 8 | temps réalisé le vendredi après-midi |
| 17   | Richard Attwood    | Lotus-BRM      | 8 min 57 s 7 | + 35 s 0 | temps réalisé le vendredi matin      |
| 18   | Frank Gardner      | Brabham-BRM    | 8 min 59 s 3 | + 36 s 6 | temps réalisé le vendredi matin      |
| 19   | Masten Gregory     | BRM            | 9 min 14 s 3 | + 51 s 6 | temps réalisé le vendredi après-midi |
| 20   | Paul Hawkins       | Lotus-Climax   | 9 min 16 s 8 | + 54 s 1 | temps réalisé le vendredi matin      |
| 21   | Roberto Bussinello | BRM            | 9 min 17 s 7 | + 55 s 0 | temps réalisé le vendredi après-midi |
| 22   | Ian Raby           | Brabham-BRM    | 9 min 17 s 8 | + 55 s 1 | temps réalisé le samedi              |

## Grille de départ
| 1re ligne | Pos. 4                       |                              | Pos. 3                       |                              | Pos. 2                       |                             | Pos. 1                    |
|           | Surtees Ferrari 8 min 27 s 8 |                              | G. Hill BRM 8 min 26 s 8     |                              | Stewart BRM 8 min 26 s 1     |                             | Clark Lotus 8 min 22 s 7  |
| 2e ligne  |                              | Pos. 7                       |                              | Pos. 6                       |                              | Pos. 5                      |                           |
|           |                              | Bandini Ferrari 8 min 33 s 8 |                              | Spence Lotus 8 min 33 s 4    |                              | Gurney Brabham 8 min 29 s 0 |                           |
| 3e ligne  | Pos. 11                      |                              | Pos. 10                      |                              | Pos. 9                       |                             | Pos. 8                    |
|           | Siffert Brabham 8 min 39 s 6 |                              | McLaren Cooper 8 min 39 s 0  |                              | Bonnier Brabham 8 min 37 s 9 |                             | Rindt Cooper 8 min 37 s 5 |
| 4e ligne  |                              | Pos. 14                      |                              | Pos. 13                      |                              | Pos. 12                     |                           |
|           |                              | Brabham 8 min 44 s 9         |                              | Hulme Brabham 8 min 42 s 3   |                              | Mitter Lotus 8 min 40 s 4   |                           |
| 5e ligne  | Pos. 18                      |                              | Pos. 17                      |                              | Pos. 16                      |                             | Pos. 15                   |
|           | Gregory BRM 9 min 14 s 3     |                              | Gardner Brabham 8 min 59 s 3 |                              | Attwood Lotus 8 min 57 s 7   |                             | Amon Lotus 8 min 50 s 5   |
| 6e ligne  |                              |                              |                              | Pos. 19                      |                              |                             |                           |
|           |                              |                              |                              | Hawkins Brabham 9 min 16 s 8 |                              |                             |                           |

- Auteur du quinzième temps des qualifications, Bob Anderson ne peut prendre part à la course, ayant accidenté sa Brabham lors de la seconde séance d'essais.

## Déroulement de la course
Le ciel est couvert lorsque le départ est donné, le dimanche après-midi, devant une foule énorme, environ trois cent mille spectateurs étant répartis autour du circuit. Malgré une brève averse tombée lors de la mise en place des voitures, la piste est restée globalement sèche. Aux commandes de sa Lotus, Jim Clark effectue un envol parfait et vire en tête à la courbe sud, devant les BRM de Graham Hill et Jackie Stewart et la Brabham de Dan Gurney. Il prend d'emblée quelques longueurs d'avance sur ses trois poursuivants, le reste du peloton étant rapidement distancé. Le rythme du pilote écossais est extrêmement rapide et dès le premier tour le record officiel est battu, à plus de 159 km/h de moyenne. Hill est toujours deuxième, à plus de trois secondes de la Lotus n°1, juste devant Stewart que Gurney, malgré des attaques répétées, n'a pas réussi à dépasser. Emmené par la Ferrari de Lorenzo Bandini et la Lotus de Mike Spence, un peloton compact de sept voitures accuse déjà dix-huit secondes de retard ! Retardé d'emblée par des problèmes de boîte de vitesses sur sa Ferrari, John Surtees a déjà perdu près d'une minute et va s'arrêter à son stand pour une longue intervention. Clark et Hill améliorent tous deux le record de la piste au deuxième tour, à près de 162 km/h ; trois secondes les séparent lorsqu'ils déboulent dans la ligne droite et repassent devant les stands. Stewart est sorti un peu large de la courbe de Wippermann et a roulé sur le bas-côté, heurtant une pierre qui a endommagé un triangle de suspension de sa monoplace. Gurney en a profité pour lui prendre la troisième place ; le pilote californien a cependant perdu du terrain sur les deux premiers et accuse maintenant un retard d'une dizaine de secondes. Stewart parvient à rejoindre son stand mais sa BRM est irréparable et l'Écossais enregistre son premier abandon de la saison. C'est maintenant Spence qui mène le peloton, à plus d'une demi-minute de son coéquipier, mais la lutte est très serrée au sein de ce groupe de sept voitures. Hill essaie de ne pas perdre Clark de vue mais celui-ci ne baisse pas sa cadence et accentue son avance, qu'il porte à sept secondes à la fin du troisième tour. Gurney est neuf secondes plus loin. Il faut ensuite attendre plus d'une demi-minute pour le passage des suivants, Spence et McLaren s'étant légèrement détachés du peloton. Tous sont déjà à l'autre bout du circuit lorsque Surtees ressort enfin de son stand ; il a perdu toute chance d'être classé mais va alors tenter, pour l'honneur, de s'approprier le record du circuit.

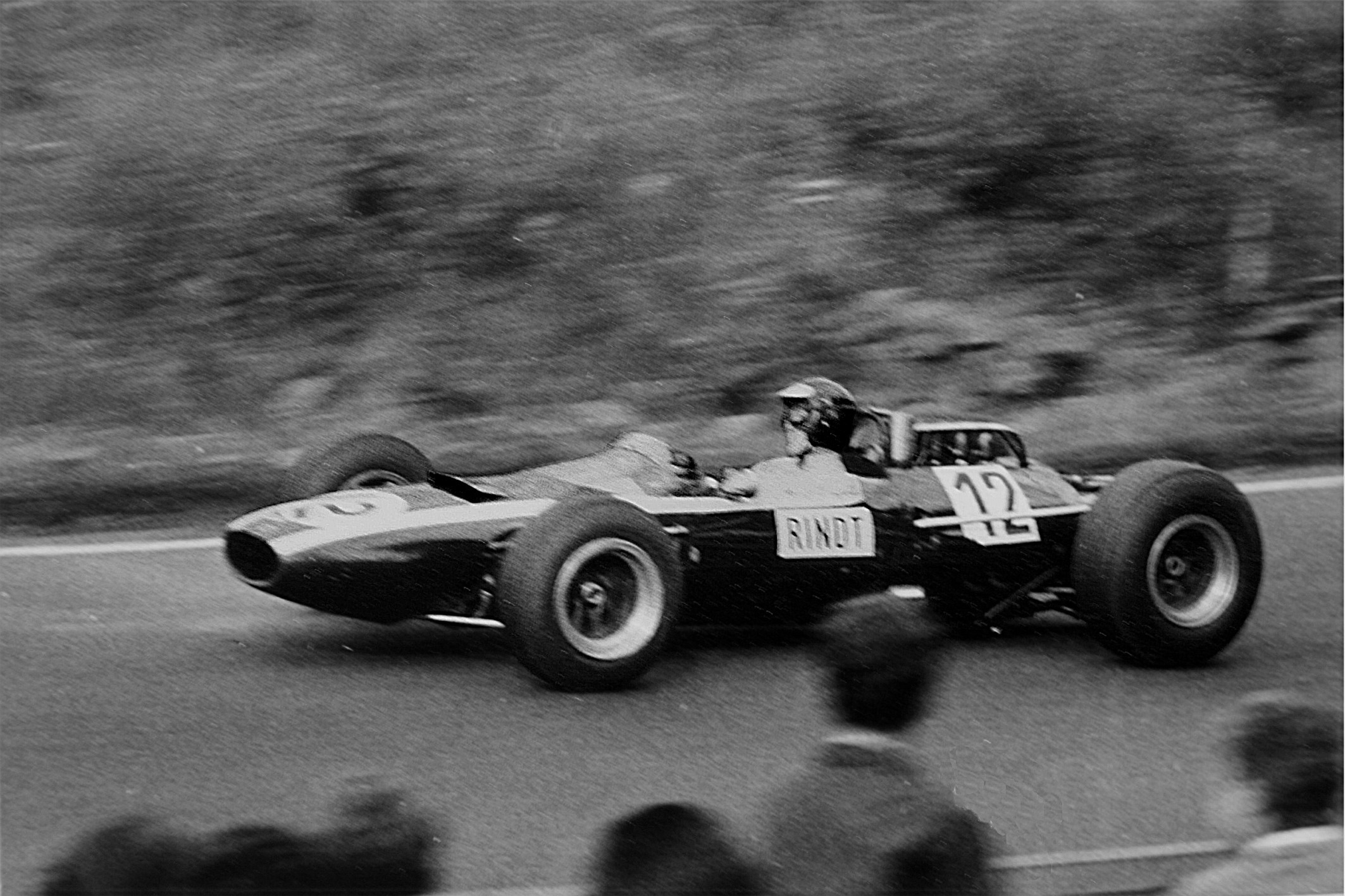
Jochen Rindt sur Cooper Climax, 4e du GP d'Allemagne 1965.

Hill ne semblant pas en mesure de le menacer, Clark va dès lors pouvoir sensiblement ralentir le rythme. Il va cependant continuer à accroître sensiblement son avance. Si les positions des trois premiers semblent figées, la lutte pour la quatrième place est très intense, Spence et McLaren échangeant leurs positions à plusieurs reprises, serrés de près par les Brabham de Joakim Bonnier et de Joseph Siffert et la Cooper de Jochen Rindt, qui a heurté Bandini au Karussel, obligeant ce dernier à s'arrêter pour arracher une sortie d'échappement tordue. Cependant peu avant la mi-course, McLaren lâche prise, en difficulté avec son sélecteur de vitesses. Le Néo-Zélandais parvient à rejoindre son stand mais doit abandonner. Bonnier a fait une excursion hors piste et perdu plusieurs places. Clark possède alors environ quinze secondes d'avance sur Hill et près d'une demi-minute sur Gurney, celui-ci ayant été ralenti quelque temps par des lunettes mal attachées, qu'il a dû tenir d'une main ! Spence a retrouvé la quatrième place, mais Siffert et Rindt sont dans ses roues ; leur retard sur la Lotus de tête dépasse une minute et demie. Mal placé au départ, Jack Brabham est bien remonté et n'est qu'à quelques secondes de ce groupe. Spence commence à connaître des problèmes de transmission et laisse passer Siffert et Rindt ; il abandonnera un tour plus tard, demi-arbre cassé. Clark est intouchable. Il compte désormais dix-neuf secondes d'avance sur Hill et trente-trois sur Gurney. Excellent quatrième, Siffert est parvenu à se constituer un avantage d'une douzaine de secondes sur Rindt, lui-même dix secondes devant Brabham. Bien que hors de portée de tous ses adversaires, Clark, sa monoplace s'allégeant, hausse le rythme et va boucler son dixième tour à 162,9 km/h de moyenne, améliorant de près de quinze secondes le record établi par Surtees l'année précédente ! Hill est maintenant à vingt-cinq secondes, Gurney à plus de quarante. Personne n'arrivera à égaler la marque du champion écossais, pas même Surtees reparti très attardé dans le seul but de s'approprier ce record et qui, en dépit d'une série de tours très rapides, échouera pour trois secondes avant d'être à nouveau ralenti puis d'abandonner, boîte de vitesses définitivement hors d'usage. Une nouvelle fois le meilleur représentant des écuries privées, Siffert ne sera pas non plus récompensé de ses efforts, un arbre cames se rompant aux deux tiers de l'épreuve.
Sauf incident mécanique, la course est jouée. Derrière Clark intouchable, Gurney va bien tenter de revenir sur Hill afin de s'approprier la deuxième place, mais malgré une très belle fin de course sur un rythme de qualification l'Américain échouera à plus de cinq secondes de la BRM. Clark remporte sa sixième victoire de la saison, s'assurant d'ores et déjà le titre de champion du monde 1965. Derrière Hill et Gurney qui complètent le podium, Rindt s'octroie la quatrième place, devant Brabham et Bandini.

### Classements intermédiaires
Classements intermédiaires des monoplaces aux premier, deuxième, troisième, quatrième, cinquième, septième, huitième, neuvième, dixième et douzième tours,.

### Classement de la course

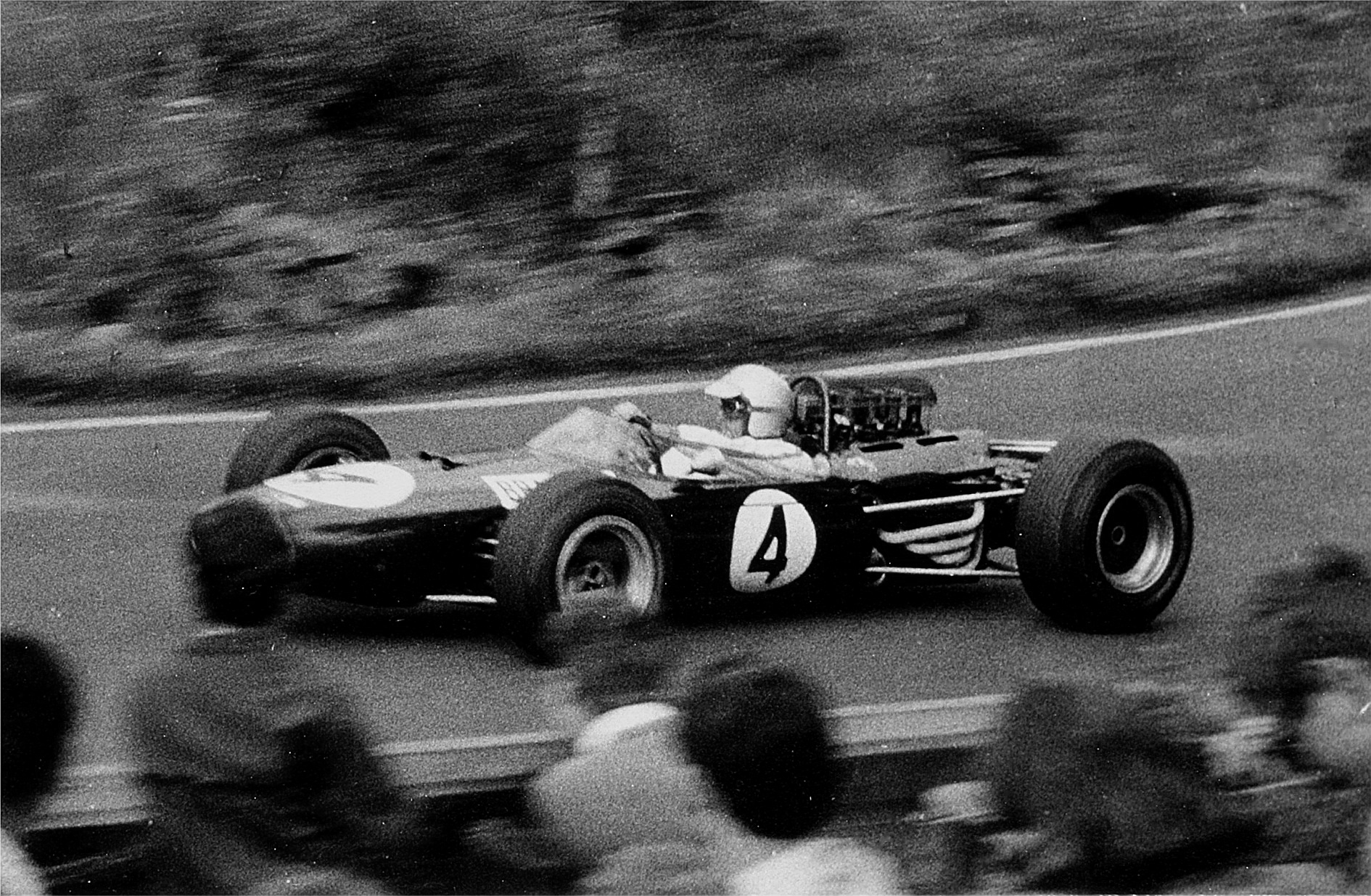
Le pilote-constructeur Jack Brabham, 5e du GP d'Allemagne 1965

| Pos  | N° | Pilote             | Écurie         | Tours | Temps/Abandon                      | Grille | Points |
| ---- | -- | ------------------ | -------------- | ----- | ---------------------------------- | ------ | ------ |
| 1    | 1  | Jim Clark          | Lotus-Climax   | 15    | 2 h 07 min 52 s 4                  | 1      | 9      |
| 2    | 9  | Graham Hill        | BRM            | 15    | 2 h 08 min 08 s 3 (+ 15 s 9)       | 3      | 6      |
| 3    | 5  | Dan Gurney         | Brabham-Climax | 15    | 2 h 08 min 13 s 8 (+ 21 s 4)       | 5      | 4      |
| 4    | 12 | Jochen Rindt       | Cooper-Climax  | 15    | 2 h 11 min 22 s 0 (+ 3 min 29 s 6) | 8      | 3      |
| 5    | 4  | Jack Brabham       | Brabham-Climax | 15    | 2 h 12 min 33 s 6 (+ 4 min 41 s 2) | 14     | 2      |
| 6    | 8  | Lorenzo Bandini    | Ferrari        | 15    | 2 h 13 min 01 s 0 (+ 5 min 08 s 6) | 7      | 1      |
| 7    | 16 | Jo Bonnier         | Brabham-Climax | 15    | 2 h 13 min 50 s 9 (+ 5 min 58 s 5) | 9      |        |
| 8    | 24 | Masten Gregory     | BRM            | 14    | 2 h 09 min 50 s 0 (+ 1 tour)       | 18     |        |
| Abd. | 7  | John Surtees       | Ferrari        | 11    | Boîte de vitesses                  | 4      |        |
| Abd. | 17 | Jo Siffert         | Brabham-BRM    | 9     | Arbre à cames                      | 11     |        |
| Abd. | 2  | Mike Spence        | Lotus-Climax   | 8     | Transmission                       | 6      |        |
| Abd. | 3  | Gerhard Mitter     | Lotus-Climax   | 8     | Fuite d'eau                        | 12     |        |
| Abd. | 20 | Richard Attwood    | Lotus-BRM      | 8     | Fuite d'eau                        | 16     |        |
| Abd. | 11 | Bruce McLaren      | Cooper-Climax  | 7     | Boîte de vitesses                  | 10     |        |
| Abd. | 6  | Denny Hulme        | Brabham-Climax | 5     | Fuite d'eau                        | 13     |        |
| Abd. | 19 | Chris Amon         | Lotus-BRM      | 3     | Panne électrique                   | 15     |        |
| Abd. | 22 | Paul Hawkins       | Lotus-Climax   | 3     | Fuite d'huile                      | 19     |        |
| Abd. | 10 | Jackie Stewart     | BRM            | 2     | Suspension                         | 2      |        |
| Abd. | 21 | Frank Gardner      | Brabham-BRM    | 0     | Boîte de vitesses                  | 17     |        |
| Np.  | 18 | Bob Anderson       | Brabham-Climax |       | Accident aux essais                |        |        |
| Nq.  | 25 | Roberto Bussinello | BRM            |       | Non qualifié                       |        |        |
| Nq.  | 23 | Ian Raby           | Brabham-Climax |       | Non qualifié                       |        |        |

Légende :
- Abd.=Abandon - Np.=Non partant

### Pole position et record du tour
- Pole position :  Jim Clark (Lotus) en 8 min 22 s 7 (vitesse moyenne : 163,350 km/h). Temps réalisé lors de la séance d'essais du samedi 31 juillet[1].
- Meilleur tour en course :  Jim Clark (Lotus) en 8 min 24 s 1 (vitesse moyenne : 162,896 km/h) au dixième tour.

#### Évolution du record du tour en course
Le meilleur tour fut amélioré quatre fois au cours de l'épreuve.

### Tours en tête
- Jim Clark : 15 tours (1-15)

## Classement général à l'issue de la course
- Attribution des points : 9, 6, 4, 3, 2, 1 respectivement aux six premiers de chaque épreuve.
- Pour la coupe des constructeurs, même barème et seule la voiture la mieux classée de chaque équipe inscrit des points.
- Seuls les six meilleurs résultats sont comptabilisés. Graham Hill doit donc décompter les deux points acquis en France. Pour la coupe des constructeurs, BRM doit décompter les quatre points marqués en Afrique du Sud.
- Le règlement permet aux pilotes de se relayer sur une même voiture, les points éventuellement acquis étant alors perdus pour pilotes et constructeur
- Sur onze manches qualificatives prévues pour le championnat du monde 1965, dix ont été maintenues au calendrier, les organisateurs du Grand Prix d'Autriche (programmé le 22 août) ayant pris en février la décision d'annuler l'épreuve[18].

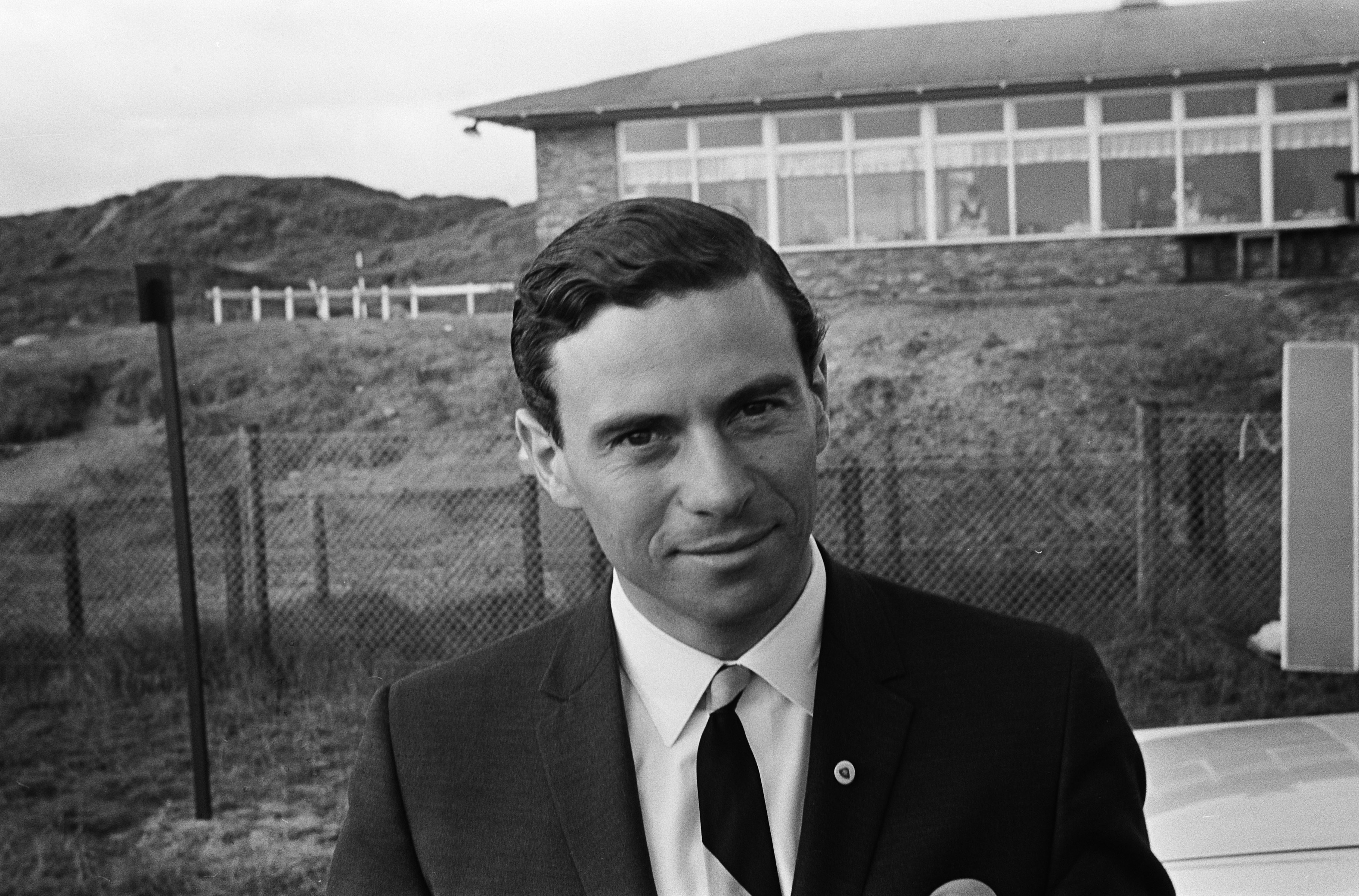
Grâce à sa victoire au Nürburgring, Jim Clark s'est assuré le titre mondial 1965.

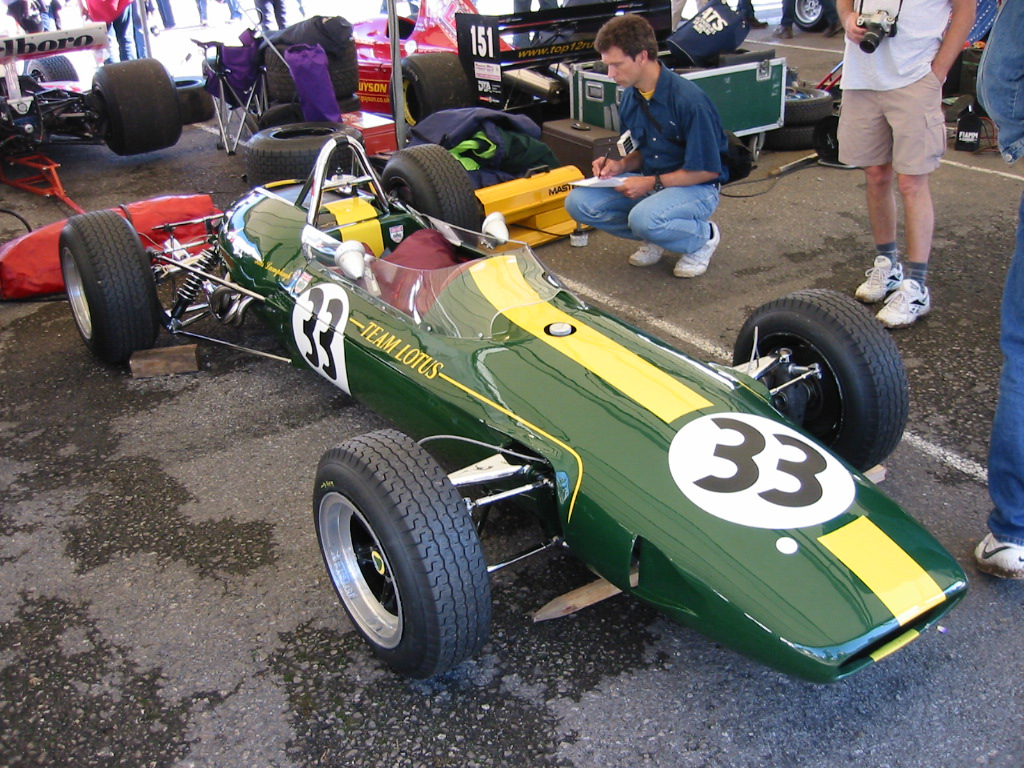
Une Lotus 33 du Team Lotus, qui s'est adjugé la Coupe des constructeurs 1965.

| Pos. | Pilote          | Écurie  | Points  | AFS | MON | BEL | FRA | GBR | NL | ALL | ITA | USA | MEX |
| ---- | --------------- | ------- | ------- | --- | --- | --- | --- | --- | -- | --- | --- | --- | --- |
| 1    | Jim Clark       | Lotus   | 54      | 9   | -   | 9   | 9   | 9   | 9  | 9   |     |     |     |
| 2    | Graham Hill     | BRM     | 30 (32) | 4   | 9   | 2   | (2) | 6   | 3  | 6   |     |     |     |
| 3    | Jackie Stewart  | BRM     | 25      | 1   | 4   | 6   | 6   | 2   | 6  | -   |     |     |     |
| 4    | John Surtees    | Ferrari | 17      | 6   | 3   | -   | 4   | 4   | -  | -   |     |     |     |
| 5    | Dan Gurney      | Brabham | 9       | -   | -   | -   | -   | 1   | 4  | 4   |     |     |     |
| 6    | Bruce McLaren   | Cooper  | 8       | 2   | 2   | 4   | -   | -   | -  | -   |     |     |     |
| 7    | Lorenzo Bandini | Ferrari | 7       | -   | 6   | -   | -   | -   | -  | 1   |     |     |     |
| 8    | Mike Spence     | Lotus   | 6       | 3   | -   | -   | -   | 3   | -  | -   |     |     |     |
| 9    | Denny Hulme     | Brabham | 5       | -   | -   | -   | 3   | -   | 2  | -   |     |     |     |
|      | Jack Brabham    | Brabham | 5       | -   | -   | 3   | -   | -   | -  | 2   |     |     |     |
| 11   | Jochen Rindt    | Cooper  | 3       | -   | -   | -   | -   | -   | -  | 3   |     |     |     |
| 12   | Joseph Siffert  | Brabham | 2       | -   | 1   | -   | 1   | -   | -  | -   |     |     |     |
|      | Richie Ginther  | Honda   | 2       | -   | -   | 1   | -   | -   | 1  | -   |     |     |     |

| Pos. | Écurie         | Points  | AFS | MON | BEL | FRA | GBR | NL | ALL | ITA | USA | MEX |
| ---- | -------------- | ------- | --- | --- | --- | --- | --- | -- | --- | --- | --- | --- |
| 1    | Lotus-Climax   | 54      | 9   | -   | 9   | 9   | 9   | 9  | 9   |     |     |     |
| 2    | BRM            | 39 (43) | (4) | 9   | 6   | 6   | 6   | 6  | 6   |     |     |     |
| 3    | Ferrari        | 21      | 6   | 6   | -   | 4   | 4   | -  | 1   |     |     |     |
| 4    | Brabham-Climax | 15      | -   | -   | 3   | 3   | 1   | 4  | 4   |     |     |     |
| 5    | Cooper-Climax  | 11      | 2   | 2   | 4   | -   | -   | -  | 3   |     |     |     |
| 6    | Brabham-BRM    | 2       | -   | 1   | -   | 1   | -   | -  | -   |     |     |     |
|      | Honda          | 2       | -   | -   | 1   | -   | -   | 1  | -   |     |     |     |

## À noter
- 19e victoire en championnat du monde pour Jim Clark.
- 24e victoire en championnat du monde pour Lotus en tant que constructeur.
- 40e victoire en championnat du monde pour Climax en tant que motoriste.
- Dernier Grand Prix de championnat du monde pour Paul Hawkins, Gerhard Mitter et Ian Raby.
- Premiers points en championnat du monde pour Jochen Rindt.
- À l'issue de cette course, Jim Clark est champion du monde des pilotes et l'écurie Lotus-Climax remporte la coupe des constructeurs.